# Мебельная улица (Санкт-Петербург)
Ме́бельная улица — широтная улица в исторических районах Старая Деревня, Озеро Долгое и Северо-Приморская часть (Лахтинский разлив) Приморского административного района Санкт-Петербурга. Проходит от Гаккелевской улицы до Шуваловского проспекта. Параллельна улице Оптиков.

## История
Улица получила название 4 апреля 1988 года по советско-финской мебельной фабрике «Rauma Repola» в доме 5. 
Первоначально проходила до Планерной улицы. На рубеже 2000—2010-х годов была продлена до Шуваловского проспекта.[уточнить]

## Пересечения
С востока на запад (по увеличению нумерации домов) Мебельную улицу пересекают следующие улицы:
- Гаккелевская улица — Мебельная улица примыкает к ней;
- Стародеревенская улица — пересечение;
- Мебельный проезд — примыкание;
- Планерная улица — пересечение по путепроводу без транспортной развязки;
- Западный скоростной диаметр — пересечение по путепроводу без транспортной развязки;
- Полиграфмашевский проезд — примыкание;
- Яхтенная улица — примыкание;
- Туристская улица — примыкание;
- Лыжный переулок — примыкание;
- Шуваловский проспект — примыкание.

## Транспорт
Ближайшая станция метро — «Старая Деревня» 5-й (Фрунзенско-Приморской) линии (около 150 м по прямой от начала улицы). На расстоянии около 700 м от Мебельной улицы, у пересечения улицы Савушкина с Туристской улицей, находится станция «Беговая» 3-й (Невско-Василеостровской) линии.
По улице проходят автобусные маршруты № 125, 126, 154А, 172 и 235.
У начала улицы расположено трамвайное кольцо «Станция метро „Старая Деревня“» (маршрут № 18), а также автобусная станция.
Ближайшие железнодорожные платформы — Яхтенная (кратчайшее расстояние — около 200 м по прямой) и Старая Деревня (около 300 м по прямой от начала улицы).

## Общественно значимые объекты
- торговый центр «Мебель Сити» (у примыкания Мебельной улицы к Гаккелевской улице) — дом 1;
- обувной центр «Платформа» (у примыкания Мебельной улицы к Гаккелевской улице) — дом 2, литера Д;
- торговый комплекс «Централ» — дом 2, литера А;
- спортивно-оздоровительный клуб «Планета фитнес» — дом 1, корпус 2;
- бизнес-центр «Авиатор» (между Стародеревенской улицей и примыканием Мебельного проезда) — дом 12, корпус 1;
- мебельная фабрика «Ленраумамебель» (между Стародеревенской улицей и Мебельным проездом) — дом 5;
- бизнес-центр «Приморский дворец» — дом 11;
- школа № 630 — дом 21, корпус 3; Туристская улица, дом 13, корпус 2;
- детский сад № 68 — дом 23, литера А;
- фитнес-клуб «Sculptors Luxe» (у примыкания Лыжного переулка) — дом 33;
- детский сад № 89 — дом 47, корпус 2.

## Галерея

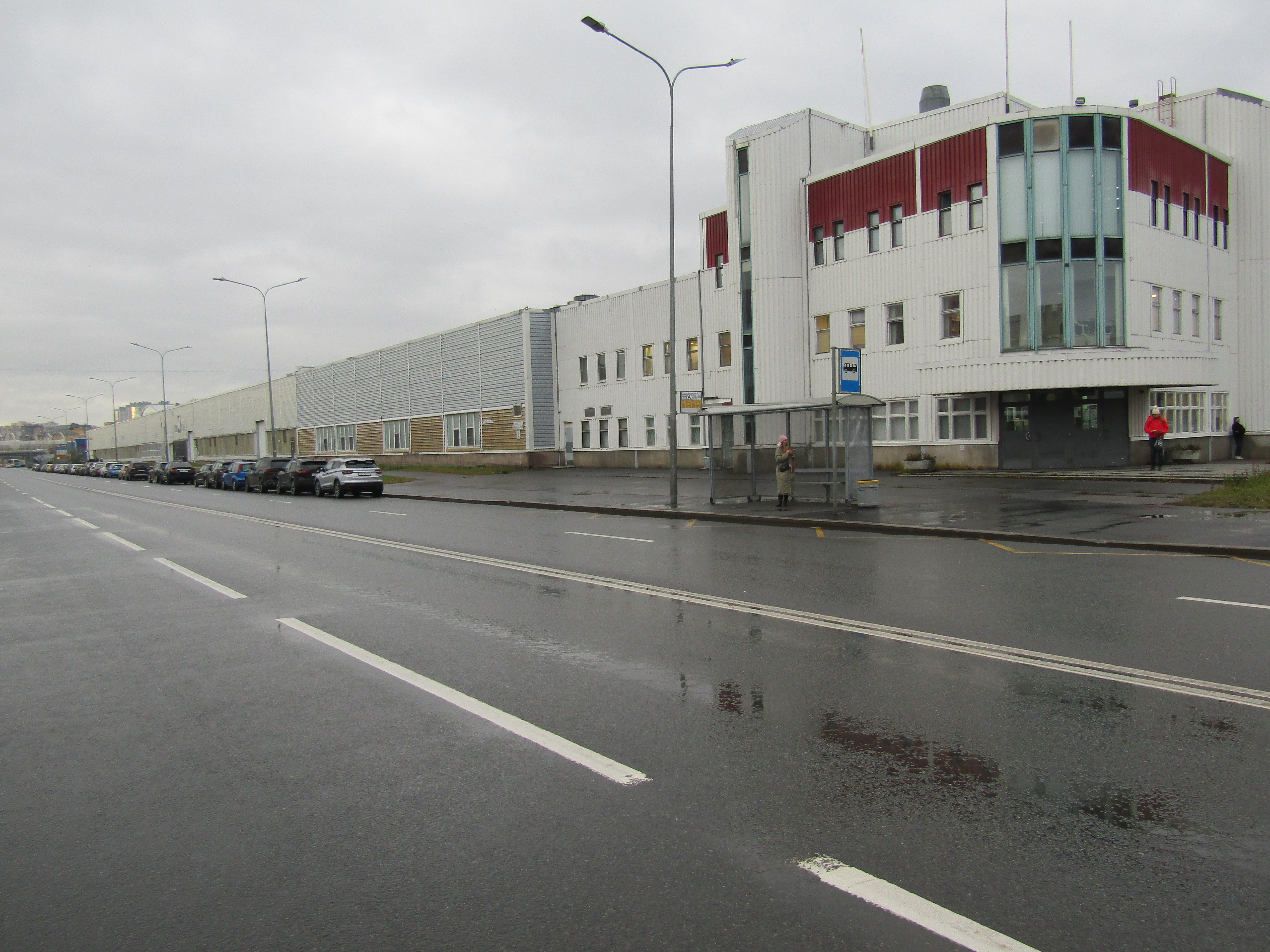
Дом 5. Производственный корпус бывшего мебельного предприятия «Ленраумамебель»
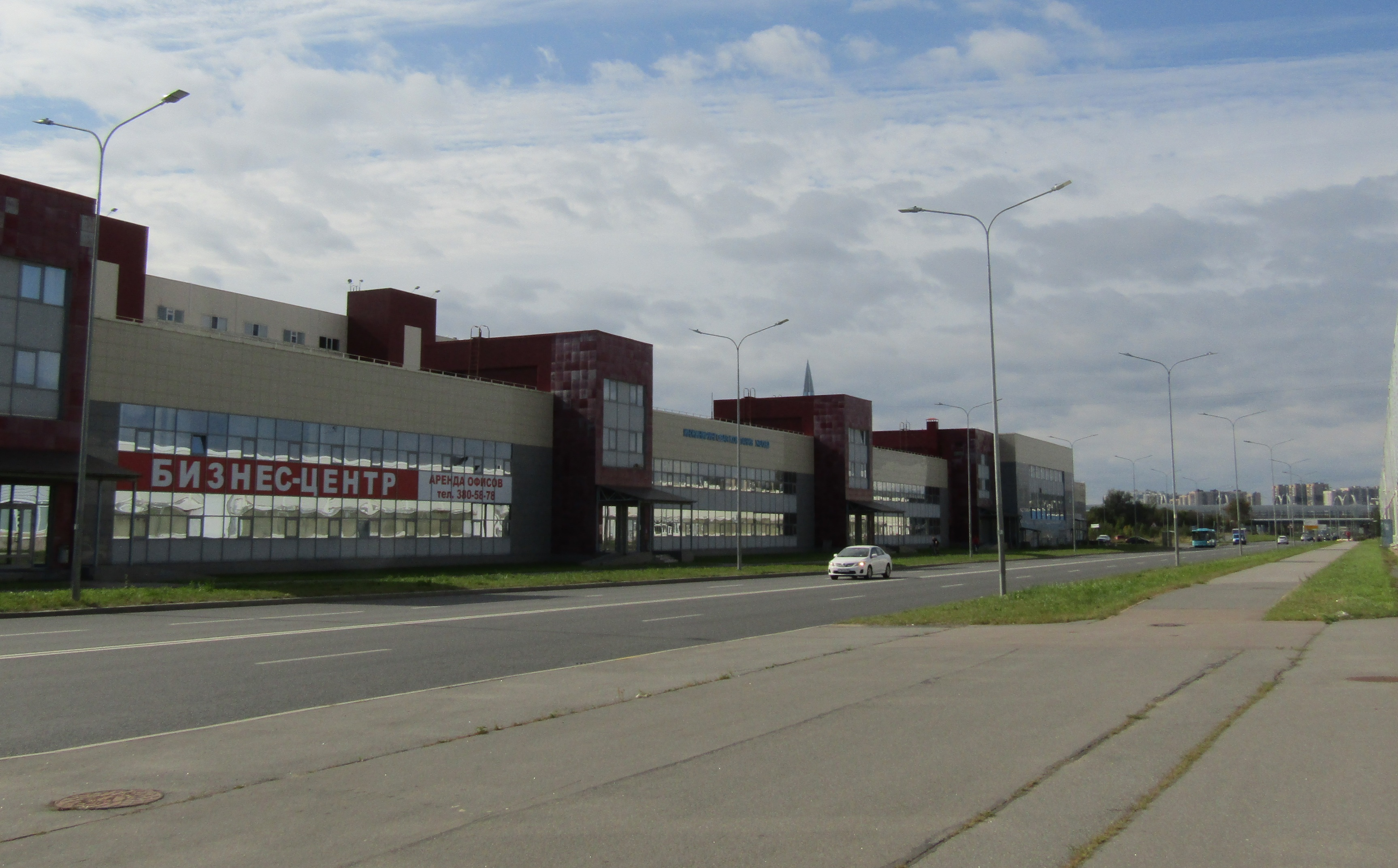
Дом 12
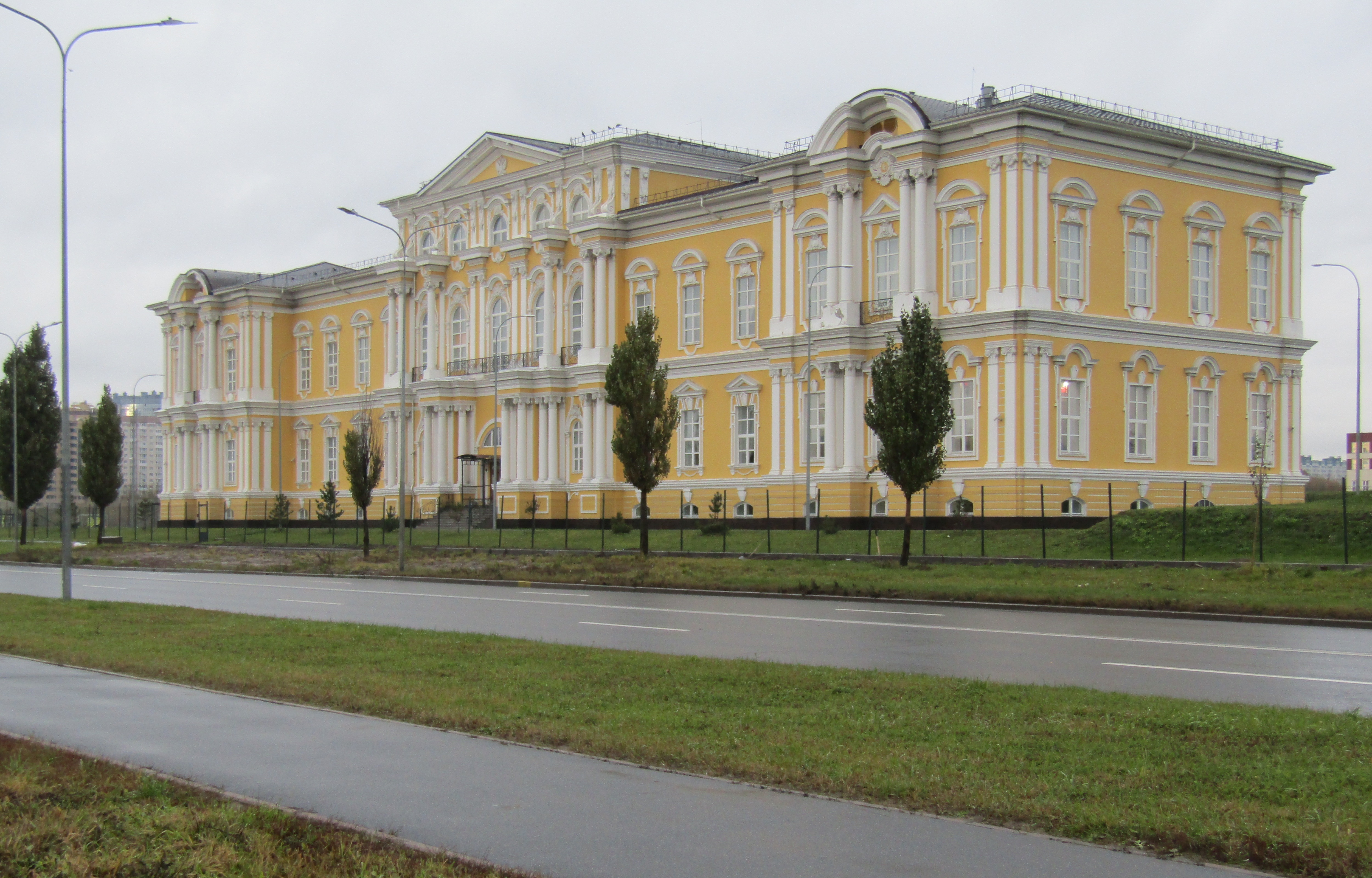
Дом 11. Здание постройки начала 21 века, архитектурная копия Воронцовского дворца
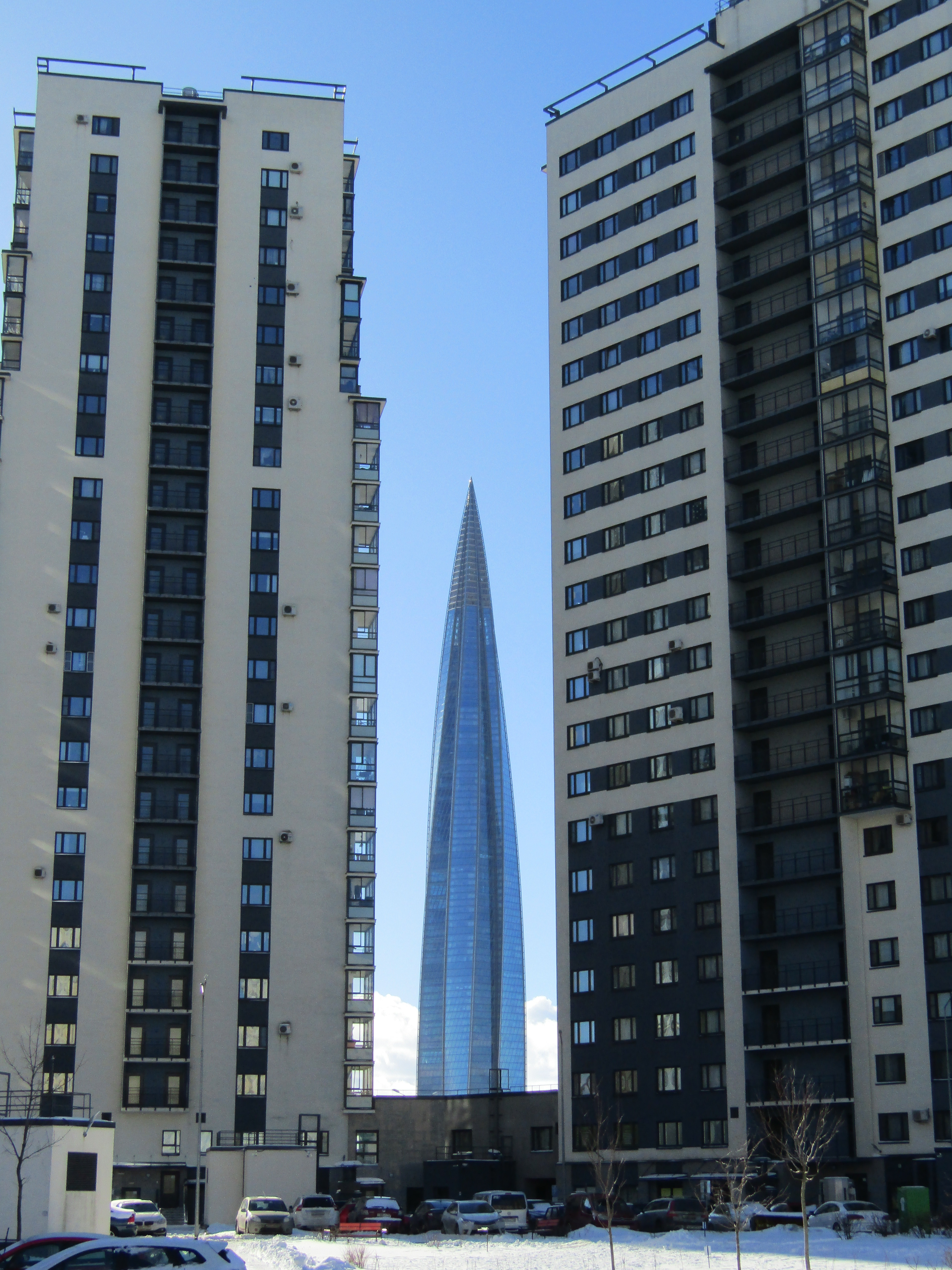
Дом 49.